# Krasnokamensk (Territoriodi Krasnojarsk)
Krasnokamensk (in russo Краснокаменск?) è un insediamento di tipo urbano della Russia asiatica, situato nel Kuraginskij rajon del Territorio di Krasnojarsk.
L'insediamento si trova sui contrafforti dei monti Saiani Orientali, 100 km a nord dal centro distrettuale Kuragino.